# Moritz Fürste
Moritz Fürste (né le 28 octobre 1984 à Hambourg) est un joueur de hockey sur gazon allemand.

## Biographie
Moritz Fürste remporte à deux reprises le titre olympique au sein de l'équipe d'Allemagne, en 2008 et en 2012.
En 2012, il est désigné meilleur joueur de hockey sur gazon de l'année par la Fédération internationale de hockey sur gazon.

### Palmarès

#### Jeux olympiques
- Jeux olympiques d'été de 2008 à Pékin
  -  Médaille d'or.
- Jeux olympiques d'été de 2012 à Londres
  -  Médaille d'or.
- Jeux olympiques d'été de 2016 à Rio de Janeiro
  -  Médaille de bronze.

#### Coupe du monde
- Coupe du monde de 2010 à New Delhi
  -  Médaille d'argent.

#### Championnat d'Europe
- Championnat d'Europe de 2009 à Amsterdam
  -  Médaille d'argent.
- Championnat d'Europe de 2011 à Mönchengladbach
  -  Médaille d'or.
- Championnat d'Europe de 2013 à Boom
  -  Médaille d'or.